# سوسومو تيراجيما
سوسومو تيراجيما (باليابانية: 寺島進) هو ممثل ياباني، ولد في 12 نوفمبر 1963 في اليابان.

## الأعمال

### أفلام
- (1993) سوناتين
- (1997) العاب نارية
- (2003) القمر الطفل
- (2004) كاشيرن
- (2004) لا أحد يعلم[1]
- مستمر بالمشي (2008)
- (2014) عندما كانت مارني هناك[2]

## روابط خارجية
- مقالات تستعمل روابط فنية بلا صلة مع ويكي بيانات